# Campoletis luminosator
Campoletis luminosator là một loài tò vò trong họ Ichneumonidae.